# Josef Bím
Pour les articles homonymes, voir Bim.
Josef Bím, né le 24 janvier 1901 et mort le 5 septembre 1934, est un coureur tchécoslovaque du combiné nordique et sauteur à ski.

## Biographie
Lors des Jeux olympiques d'hiver de 1924 à Chamonix, il se classe 13e du combiné nordique, 4e de la patrouille militaire et 26e du saut à ski.
Il prend part aussi à trois reprises aux Championnats du monde, obtenant son meilleur résultat en combiné nordique en 1925 à Janské Lázně avec le cinquième rang. Il y est aussi huitième en saut à ski.
Au niveau national, il est champion de Tchécoslovaquie de combiné en 1921 et de saut à ski en 1929. 
Il meurt à seulement 33 ans en 1934.

## Résultats

### Jeux olympiques
| Épreuve / Édition    | Chamonix 1924 | Saint Moritz 1928 |
| Combiné nordique     | 13e           | -                 |
| Saut à ski           | 26e           | 20e               |
| Patrouille militaire | 4e            | -                 |

Les Jeux olympiques comptent également comme championnats du monde sauf pour le combiné nordique.

### Championnats du monde
| Épreuve / Édition | Janské Lázně 1925 | Lahti 1926         | Cortina d'Ampezzo 1927 |
| ----------------- | ----------------- | ------------------ | ---------------------- |
| Combiné nordique  | 5e                | 23e                | 15e                    |
| Saut à ski        | 8e                | Classement inconnu | 16e                    |